# Luuk de Jong
Luuk de Jong (* 27. August 1990 in Aigle, Schweiz) ist ein niederländischer Fußballspieler. Der Stürmer stand zwischen 2022 und 2025 zum zweiten Mal in seiner Karriere bei der PSV Eindhoven unter Vertrag. Bereits zwischen 2014 und 2019 spielte er für diesen Verein, mit dem er insgesamt viermal niederländischer Meister wurde. Seit August 2025 steht er beim FC Porto unter Vertrag.

## Karriere

### Verein
Luuk de Jong kam wie schon sein älterer Bruder Siem im schweizerischen Aigle zur Welt, wo seine Eltern George de Jong und Loekie Raterink Volleyball spielten. Mit vier Jahren kam er in die niederländische Heimat seiner Eltern, wuchs im Achterhoek auf und spielte als Kind beim Doetinchemer Verein DZC’68. Mit zehn Jahren wechselte er zu De Graafschap, bei der er die weiteren Jugendmannschaften durchlief und im April 2008 seinen ersten Profivertrag unterschrieb. Am 7. November 2008 gab er sein Debüt in der Eredivisie; in der 79. Minute wurde er gegen NAC Breda für Peter Jungschläger eingewechselt. Sein erstes Match in der Startformation war das Heimspiel gegen Willem II am 17. Januar 2009; seinen ersten Treffer erzielte er beim 2:2 gegen den FC Twente am 8. Februar 2009, ein Kopfballtor. Insgesamt kam er in der Saison auf 14 Einsätze und zwei Tore in der Eredivisie.
De Jong unterzeichnete beim FC Twente im Juni 2009 einen Dreijahresvertrag bis zum 30. Juni 2012 mit einer Option auf ein weiteres Jahr, der im November 2010 bis 2014 verlängert wurde. Hier wurde er erstmals am 17. Januar 2010 eingesetzt; in der 90. Minute kam er für Kenneth Perez ins Spiel. Dem Kurzeinsatz folgten bis Ende der Saison elf weitere Ligaspiele, in denen er mit zwei Toren zur ersten Meisterschaft des FC Twente beitrug. Im KNVB-Pokal 2009/10 war er für sein Team in fünf Spielen viermal erfolgreich, in der UEFA Europa League 2009/10 erzielte er bei vier Einsätzen einen Treffer, das Tor bei der 1:4-Niederlage bei Werder Bremen. In der Saison 2011/12 erzielte er in der Liga 25 Treffer in 31 Spielen für die Enscheder. Insgesamt kam er in drei Jahren für Twente zu 59 Toren in 119 Pflichtspielen.
Zur Saison 2012/13 wechselte de Jong in die deutsche Bundesliga zu Borussia Mönchengladbach, wo er einen Vertrag mit einer Laufzeit bis zum 30. Juni 2017 unterschrieb. Seinen Einstand für den Klub vom Niederrhein gab er am 18. August 2012, als er beim 2:0-Sieg in der 1. Runde des DFB-Pokals, gegen Alemannia Aachen, in der Anfangself stand. Hierbei gab er die Torvorlage zum 1:0 durch Juan Arango. Sein erstes Spiel in der Bundesliga machte er am 25. August 2012 am ersten Spieltag gegen die TSG 1899 Hoffenheim in der Anfangself. Am 3. Spieltag erzielte er dann sein erstes Tor in der Bundesliga zum zwischenzeitlichen 1:2 gegen den 1. FC Nürnberg. Am 4. Oktober 2012 schoss Luuk de Jong im Europa-League-Gruppenspiel Gladbachs gegen Fenerbahçe Istanbul die zwischenzeitliche 1:0-Führung für seine Mannschaft, das auch gleichbedeutend mit dem ersten Tor der Gladbacher im Europapokal seit 16 Jahren war. Er fehlte in der Folgezeit aufgrund einer Kapselverletzung und feierte sein Comeback erst am 6. Dezember 2012, als er im letzten Gruppenspiel in der Europa League, abermals gegen Fenerbahce, eingewechselt wurde und hierbei erneut traf, dieses Mal zum 3:0-Endstand. Am 29. Januar 2014 wurde de Jong bis zum Ende der Saison samt Kaufoption an Newcastle United ausgeliehen.
Nachdem Newcastle United eine Kaufoption nicht genutzt hatte, wechselte de Jong zur Saison 2014/15 zurück zur PSV Eindhoven, bei der er einen Fünfjahresvertrag erhielt. Bei der PSV wurde er Führungsspieler und gewann 2015, 2016 sowie 2018 den Meistertitel.
In der Saison 2019/2020 wechselte Luuk de Jong zum FC Sevilla. Am 21. August 2020 gewann er mit seinem Verein das UEFA-Europa-League-Finale in Köln gegen Inter Mailand mit 3:2. Mit seinen beiden Toren in der 12. und 33. Minute hatte er maßgeblichen Anteil am Erfolg am 6. Europa-League Titel des FC Sevilla.
Ende August 2021 wechselte de Jong am letzten Tag der Transferperiode bis zum Ende der Saison 2021/22 auf Leihbasis zum FC Barcelona, der über eine Kaufoption verfügte. Dort traf er auf den Cheftrainer Ronald Koeman, unter dem er bereits in der Nationalmannschaft gespielt hatte. Dieser wurde jedoch Ende Oktober 2021 entlassen und durch Xavi ersetzt. De Jong kam in der Liga 21-mal zum Einsatz, stand jedoch nur 6-mal in der Startelf und erzielte 6 Tore. Der FC Barcelona verzichtete am Saisonende auf das Ziehen der Kaufoption.
Zur Saison 2022/23 kehrte de Jong nicht mehr nach Sevilla, sondern zur PSV Eindhoven zurück, bei der er einen Vertrag bis zum 30. Juni 2025 unterschrieb. Er absolvierte 24 Ligaspiele und trug mit 14 Treffern zur Vizemeisterschaft bei. In der Saison 2023/24 wurde de Jong mit der PSV Eindhoven niederländischer Meister, er selbst entwickelte sich zu einem der besten Stürmer Europas. Zum Saisonende brachte er es auf 29 Tore und wurde gemeinsam mit Vangelis Pavlidis vom AZ Alkmaar bester Torschütze der Liga. In der folgenden Saison 2024/25 erzielte er 14 Tore und konnte mit der PSV in einem dramatischen Endspurt die Meisterschaft verteidigen. 
De Jongs Vertrag wurde nicht über den 30. Juni 2025 hinaus verlängert. Daraufhin wechselte er zum FC Porto.

### Nationalmannschaft
De Jong gehörte zum Kader der U-19- und U-21-Nationalmannschaften, in denen er unter anderem mit Kevin Strootman, Leroy Fer und Georginio Wijnaldum zusammenspielte. Am 9. Februar 2011 debütierte er in der A-Nationalmannschaft, als er im Freundschaftsspiel gegen Österreich in der 75. Minute für Dirk Kuyt eingewechselt wurde. Seinen ersten Treffer erzielte er am 6. September 2011 zum 2:0-Endstand im EM-Qualifikationsspiel gegen Finnland in Helsinki. Er gehörte zum Kader der Niederlande bei der Europameisterschaft 2012, kam jedoch in keinem der drei verlorenen Vorrundenspiele zum Einsatz. Im März 2023 gab er sein Karriereende in der niederländischen Nationalmannschaft bekannt.

## Erfolge und Auszeichnungen
International
- UEFA-Europa-League-Sieger: 2020 (FC Sevilla)

Niederlande
- Niederländischer Meister: 2009/10 (FC Twente Enschede), 2014/15, 2015/16, 2017/18, 2023/24, 2024/25 (PSV Eindhoven)
- Niederländischer Pokalsieger: 2010/11 (FC Twente Enschede), 2022/23 (PSV Eindhoven)
- Niederländischer Supercupsieger: 2010, 2011 (FC Twente Enschede), 2016, 2017, 2022, 2023 (PSV Eindhoven)

Auszeichnungen
- Torschützenkönig der Eredivisie: 2018/19 (28 Tore)
- Torschützenkönig der Eredivisie: 2023/24 (29 Tore)
- Spieler des Monats der Eredivisie: April 2023[20], Februar 2024[21]